# Миравале (Болоња)
Миравале (итал. Miravalle) је насеље у Италији у округу Болоња, региону Емилија-Ромања.
Према процени из 2011. у насељу је живело 327 становника. Насеље се налази на надморској висини од 9 м.